# Yoshiro Moriyama
Yoshiro Moriyama (森山 佳郎, Moriyama Yoshiro, Kumamoto, 9 november 1967) is een Japans voormalig voetballer die als verdediger speelde.

## Carrière
Yoshiro Moriyama speelde tussen 1991 en 1999 voor Sanfrecce Hiroshima, Yokohama Flügels, Júbilo Iwata en Bellmare Hiratsuka.

## Japans voetbalelftal
Yoshiro Moriyama debuteerde in 1994 in het Japans nationaal elftal en speelde 7 interlands.

## Statistieken
| Japans voetbalelftal | Japans voetbalelftal | Japans voetbalelftal |
| Jaar                 | Wed.                 | Dlp.                 |
| -------------------- | -------------------- | -------------------- |
| 1994                 | 7                    | 0                    |
| Totaal               | 7                    | 0                    |